# Phaeophyscia adiastola
Phaeophyscia adiastola är en lavart som först beskrevs och senare fick sitt nu gällande namn av Theodor Lee Esslinger. 
Phaeophyscia adiastola ingår i släktet Phaeophyscia och familjen Physciaceae.   Inga underarter finns listade i Catalogue of Life.